# Ze Pequeño (groupe)
Pour les articles homonymes, voir Ze Pequeño.
Ze Pequeño est un trio de reggaeton, variété français composé de Sara (chant), Over (rap) et Djaka (ragga) (ces deux derniers originaires d'Évreux, qui grâce à leur ami Alcide H ont collaboré à IV My People), produits par Madizm et SecUndo (NTM, Kool Shen...).
Le trio tire son nom d'un personnage de film, Zé Pequeno.

## Discographie
- Le Centre du monde, single 2005 (meilleur classement au Top 50 : 20e [1] et n°1 au Club 40), coécrit par Elodie Hesme (parolière de la Tribu Obispo) - Djaka - G. Over et composé par Ô - Secundo et Mazdim pour 707.
- Ze phénomène, single 2006 (meilleur classement au Top 50 : 36e)
- Les jours passent, single 2007

Featurings : sur l'album de Merlin Vers l’avenir (2005, IV My People, produit par Madizm, Sec.Undo et Jons), on retrouve Djaka sur Indépendant et Sara sur Mon parcours.